# Czerwiec 2018

## 29 czerwca
- Zmarła Irena Szewińska, polska lekkoatletka specjalizująca się w biegach sprinterskich i skoku w dal, po zakończeniu kariery działaczka organizacji sportowych, medalistka czterech kolejnych igrzysk olimpijskich (Tokio 1964: 1×złoto, 2×srebro; Meksyk 1968: 1×złoto, 1×brąz; Monachium 1972: 1×brąz; Montreal 1976: 1×złoto).
- 18 osób zginęło, a 14 zostało rannych w czołowym zderzeniu autokaru i ciężarówki w środkowych Chinach. Na chińskich drogach ginie rocznie 260 tysięcy ludzi[1].

## 27 czerwca
- Japońska sonda kosmiczna Hayabusa 2, dotarła do planetoidy (162173) Ryugu[2].

## 24 czerwca
- W wyborach prezydenckich w Turcji triumfował (już w pierwszej turze) urzędujący prezydent kraju – Recep Tayyip Erdoğan[3].

## 18 czerwca
- Raper XXXTentacion zmarł w wyniku postrzału, który miał miejsce w hrabstwie Broward.

## 17 czerwca
- Odsłonięto Pomnik Ofiar Obławy Augustowskiej w Suwałkach[4]
- W Kraplewie zakończyła się 97. Konferencja Doroczna (Synod) Kościoła Ewangelicko-Metodystycznego w RP[5].

## 16 czerwca
- Co najmniej 17 osób, w tym 8 niepełnoletnich, zginęło w wyniku zaduszenia lub zadeptania podczas świętowania końca roku szkolnego w jednym z klubów nocnych w Caracas, stolicy Wenezueli[6].

## 14 czerwca
- Rozpoczęły się Mistrzostwa Świata Mężczyzn w Piłce Nożnej w Rosji[7].
- Pierwszy nienadzorowany lot bezzałogowego statku powietrznego wykonał statek „Ikhana”, skonstruowany przez NASA na bazie modelu Predator B[8]
- W Kraplewie rozpoczęła się 97. Konferencja Doroczna (Synod) Kościoła Ewangelicko-Metodystycznego w RP[9].

## 12 czerwca
- W Singapurze odbyło się pierwsze spotkanie przywódców Stanów Zjednoczonych i Korei Północnej Donalda Trumpa i Kim Dzong Una[10].
- Premierzy Grecji (Aleksis Tsipras) i Macedonii (Zoran Zaew) osiągnęli porozumienie co do nazwy tego drugiego kraju (Republika Macedonii Północnej), co daje szanse na zakończenie trwającego jeszcze od XX w. konfliktu w tej sprawie[11].

## 10 czerwca
- Rumunka Simona Halep i Hiszpan Rafael Nadal zwyciężyli w rywalizacji singlistów podczas wielkoszlemowego turnieju tenisowego French Open[12][13].

## 3 czerwca
- Słoweńska Partia Demokratyczna zwyciężyła w wyborach parlamentarnych w Słowenii[14].
- Co najmniej 69 osób zginęło w wyniku erupcji Volcán de Fuego w Gwatemali[15].

## 1 czerwca
- Premier Giuseppe Conte i ministrowie jego rządu zostali zaprzysiężeni przez włoskiego prezydenta.
- Na skutek wotum nieufności Mariano Rajoy utracił urząd premiera Hiszpanii; zastąpił go socjalista Pedro Sánchez.
- Podczas drugiego dnia obrad XXII Zwyczajnego Zjazdu Kościoła w Podkowie Leśnej, pastor Maksymilian Adam Szklorz ponownie został wybrany na urząd skarbnika Kościoła Adwentystów Dnia Siódmego w RP, a pastor Marek Rakowski na urząd sekretarza Kościoła[16].